# Casablanca Records
Casablanca Records је америчка издавачка кућа коју је 1973. године основао Нил Богарт у Лос Анђелесу.. Тренутно је у власништву корпорације Universal Music Group. Casablanca је постала једна од најуспешнијих кућа у 1970-им годинама, са уговорима са извођачима као што су Kiss, Дона Самер, Village People, Шер и Parliament. Истовремено, поделба Casablanca Filmworks се бавила издавањем филмова, међу којима су The Deep (1977) и Midnight Express (1978).